# Гонорий II (антипапа)
Гонорий II (в миру Пётр Кадалус (Пьетро Кадало), умер в 1072, Парма) — антипапа с 28 октября 1061 года по 1072 год, был избран в противовес папе Александру II.

## Биография
Родился в Вероне в аристократической семье, был епископом Пармы. После смерти папы Николая II кардиналы «партии реформ», под руководством Гильдебранда, избрали 30 сентября 1061 года новым папой Ансельма, епископа Лукки, принявшего имя Александра II. Эти выборы были первыми произведенными в соответствии с решениями Латеранского собора 1059 года, то есть принципиально без согласия императорского двора. Императрица-регентша Агнесса де Пуатье, не признавшая нового порядка избрания пап, собрала в Базеле при помощи имперского канцлера в Италии Гиберта собор епископов, на котором 28 октября 1061 года был выбран «имперский» папа — Пьетро Кадалус, принявший имя Гонорий II. Римский  сенат постановил скорейшим образом доставить в Рим Гонория, который находился в это время в Швейцарии, чтобы противопоставить его Александру. Так было положено начало очередной схизме — одновременно существовали два папы, считавшие себя законными преемниками святого Петра.
Весной 1062 года Гонорий II во главе армии двинулся на Рим. Сторонники реформ попытались начать с ним переговоры, которые однако закончились неудачей.14 апреля сражение армий двух пап закончилось поражением сторонников Александра II, что позволило Гонорию II захватить предместья вокруг собора святого Петра. Но не успел он воспользоваться плодами своей победы, как в Рим с большим войском явился маркграф Тосканы Готфрид. В мае 1062 года он заставил обоих соперничающих пап удалиться из Рима в свои епархии (Парму и Лукку) и обратился к императрице с просьбой разрешить конфликт.
В это время в империи произошёл государственный переворот: Агнесса удалилась в монастырь, а власть захватил архиепископ Кёльнский Анно. Новый правитель на рейхстаге в Аугсбурге в октябре 1062 года высказался за Александра II, германский посланник Бурхард, епископ Гальбештадтский, водворил законного папу в Риме. Гонорий II был изобличён как антипапа и анафематствован (1063 год).
В этих условиях между двумя понтифексами и их сторонниками разгорелась форменная гражданская война. Оба понтифекса служили мессы, издавали буллы и декреты и предавали друг друга анафеме. Противники не стеснялись в эпитетах. В одном из писем Дамиани Гонорий характеризуется как гнусный змей, извивающаяся гадюка, человеческий кал, отхожее место преступлений, клоака пороков, ужас небес и т.д. и т.п. Гонория именовали также разорителем церкви, нарушителем апостольского благочестия, стрелой с лука сатаны, жезлом Ассура, губителем непорочности, навозом века, пищей ада и т.д. и т.п. Староверы не оставались в долгу. Они называли Александра Азинандром (от «азинус» — осел) и высмеивали его в куплетах.
Удалившись в Парму, Гонорий II собрал свой собор, члены которого подтвердили свою лояльность антипапе. Собранная Гонорием II армия вступила в Рим, антипапа водворился в Сант-Анджело, откуда в течение последующего года угрожал жившему в Латеранском дворце Александру II. При помощи капуанского князя Ричарда I Александр II в итоге одержал верх, и Гонорий II вновь бежал в Парму. Собор, состоявшийся в Мантуе в Пятидесятницу 1064 года, вновь подтвердил легитимность Александра II и анафематствовал Гонория II. Антипапа так и не признал своего поражения и продолжал считать себя папой до своей смерти в 1072 году.